# Loch Dun Seilcheig
Loch Dun Seilcheig är en sjö i Storbritannien.   Den ligger i kommunen Highland och riksdelen Skottland, i den norra delen av landet, 700 km norr om huvudstaden London. Loch Dun Seilcheig ligger 366 meter över havet.  I omgivningarna runt Loch Dun Seilcheig växer i huvudsak blandskog.